# Ruwelswal

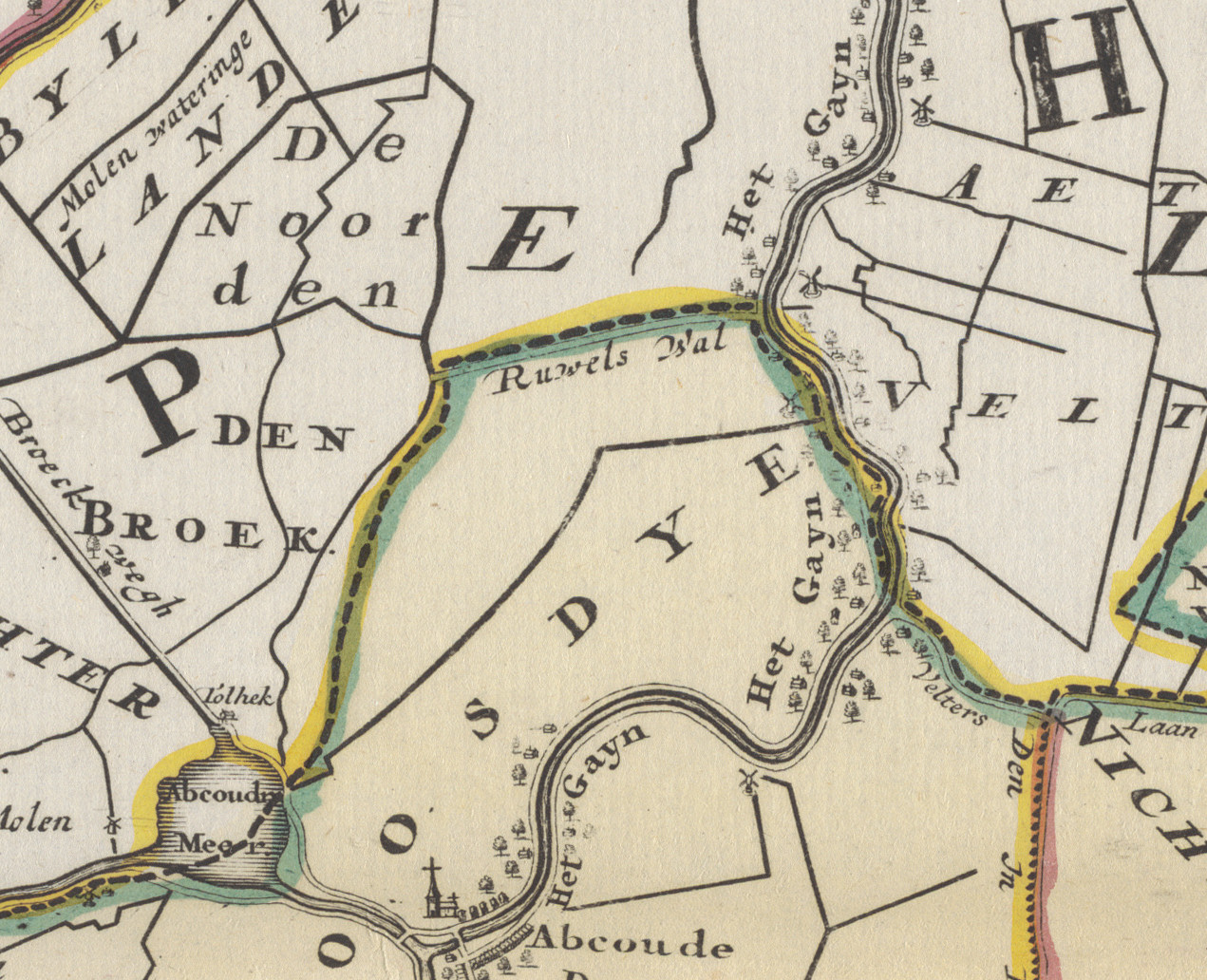
Ruwels Wal (hier nog met spatie) op de Nieuwe kaart van den Lande van Utrecht (1743)

De Ruwelswal is een dijk en vormt de grens tussen de provincies Noord-Holland en Utrecht tussen Amsterdam-Zuidoost en Abcoude (gemeente De Ronde Venen).  
Het was de politieke en staatkundige grens tussen het graafschap Holland in het noorden en het Amstelland (een Utrechtse leen) in het zuiden en kwam tot stand na een grenscorrectie toen Gijsbrecht II van Amstel een groot deel van zijn territorium, waaronder het Bijlmerbroek, aan graaf Floris V kwijtraakte. Oorspronkelijk hadden het graafschap Holland en het bisdom Utrecht ('t Sticht) hier ieder hun eigen dijk maar die werden in de middeleeuwen samengevoegd tot één kade. De kade bestaat uit twee parallelle brede grasdijken. De noordoostelijke dijk kreeg de naam Ruwelswal en is aangelegd om de waterhuishouding van de later ontgonnen Polder Gein en Gaasp gescheiden te houden van het peil van de Broekzijdse polder. De  zuidwestelijke dijk is de Hollandse Kade.
De dijk is het vervolg van de Stichtsekade en loopt van Gein-Noord langs weilanden en de Gaasperzoom naar De Hoge Dijk waar de Hollandse Kade de zuidelijke dijk vormt. Het laatste stuk van de Hollandse Kade in Abcoude heet het Ruwelspad. Tot 1 augustus 1966 lag de dijk voor wat betreft Noord-Holland in de gemeente Weesperkarspel, een gemeente die werd geannexeerd door Amsterdam. 
Eind jaren tachtig kreeg de Ruwelswal in het verlengde van het Steengroevepad een fietspad dat aansloot op de dijk van Gein-Noord.
Hierdoor ontstond voor fietsers en bromfietsers een kortere route richting het Gein. Voorheen moest worden omgereden hetzij via Driemond hetzij via Abcoude.     